# Dicranella subinclinata
Dicranella subinclinata là một loài Rêu trong họ Dicranaceae. Loài này được Lorentz mô tả khoa học đầu tiên năm 1864.